# Orellana (província)
Orellana é uma província do Equador localizada na região geográfica de Amazônica. Sua capital é a cidade de Francisco de Orellana. Foi criada em 1998 ao ser desmembrada da província de Napo.
Orellana faz divisa ao norte com a província de Sucumbíos, ao sul com a província de Pastaza, a oeste com a província de Napo e a leste com o Peru.

## Cantões
A província se divide em 4 cantões (capitais entre parênteses):
1. Aguarico (Nuevo Rocafuerte)
2. Francisco de Orellana (Francisco de Orellana)
3. Joya de los Sachas (La Joya de los Sachas)
4. Loreto (Loreto)